# Света мученица Параскева
Света Параскева Иконијска је хришћанска великомученица из III века.
Рођена је у граду Конији, као кћер богатих родитеља, који су рано пострадали због своје хришћанске вере. Након њихове смрти наследнила је њихово велико имање. Живела је у време цара Диоклецијана и његових прогона хришћана. Када је дошла у зреле године и сама је почела подражавати и помагати хришћане. Убрзо се и сама крстила и заветовала Христу.

Цар Диоклецијан је започевши свој нови велики прогон хришћана, наредио гувернеру ликаонском Аетију да у градовима који подлежу његовој власти уништи хришћанску веру. Аетије је најпре отишао у Иконију. Тамо је затворио свету Петку, брутално је мучио и на крају наредио да се посече.
Свете Петка Иконијска је заштитница поља и стоке.
Православна црква прославља свету Петку Иконијску 28. октобра по јулијанском календару.